# Euscarthmus fulviceps
Euscarthmus fulviceps (тиранчик-рудь рудолобий) — вид горобцеподібних птахів родини тиранових (Tyrannidae). Мешкає в Еквадорі і Перу. Раніше вважався підвидом білочеревого тиранчика-рудя, однак через різницю в морфології і вокалізації був визнаний окремим видом.

## Поширення і екологія
Рудолобі тиранчики-руді мешкають на заході Еквадору (на південь від Есмеральдаса, зокрема на прибережних островах), а також на заході і півночі Перу (від Тумбеса на південь до Ліми, а також в долині Мараньйону в регіонах Амазонас і Ла-Лібертад). Вони живуть в сухих і високогірних чагарникових заростях, в саванах та в підліску сухих тропічних лісів і рідколісь. Зустрічаються на висоті до 2100 м над рівнем моря.